# Пайсанду (Белен)
Спортивний Клуб «Пайсанду» (порт. Paysandu Sport Club), зазвичай відомий як «Пайсанду» — бразильський футбольний клуб, який базується в місті Белен, штат Пара. Заснований 2 лютого 1914 року. Клуб змагається в чемпіонаті Бразілейро Серії С, третьому рівні бразильського футболу, а також у чемпіонаті Параенсе, вищому  дивізіоні футбольної ліги штату Пара.